# Чемпионат Шотландии по футболу 2025/2026
Шотландский Премьершип 2025/26 (англ. 2025–26 Scottish Premiership) — тринадцатый сезон шотландского Премьершипа и 129-й сезон высшего дивизиона в системе футбольных лиг Шотландии. Сезон начался 2 августа 2025 года и завершится 17 мая 2026 года.
В турнире принимают участие 12 команд: «Абердин», «Данди», «Данди Юнайтед», «Килмарнок», «Ливингстон», «Мотеруэлл», «Рейнджерс», «Селтик», «Сент-Миррен», «Фалкирк», «Харт оф Мидлотиан» и «Хиберниан».
Чемпионский титул защищает «Селтик».

## Команды

### Изменения по сравнению с предыдущим сезоном
Вышли из Чемпионшипа
- Ливингстон
- Фалкирк

Выбыли в Чемпионшип
- Росс Каунти
- Сент-Джонстон

### Стадионы
| Абердин             | Данди | Данди Юнайтед | Килмарнок           |
| ------------------- | --- | --- | ------------------- |
| Питтодри            | Денс Парк | Таннадайс Парк | Регби Парк          |
| Вместимость: 20 866 | Вместимость: 11 775 | Вместимость: 17 889 | Вместимость: 14 223 |
|                     | | |                     |
| Ливингстон          | Эдинбург Глазго Абердин Данди Килмарнок Ливингстон Сент-Миррен Фалкирк Команды из Данди: · Данди · Данди Юнайтед Команды из Эдинбурга: · Харт оф Мидлотиан · Хиберниан Команды из Глазго: · Селтик · Рейнджерс МотеруэллМестоположение команд шотландского Премьершипа сезона 2025/26 | Эдинбург Глазго Абердин Данди Килмарнок Ливингстон Сент-Миррен Фалкирк Команды из Данди: · Данди · Данди Юнайтед Команды из Эдинбурга: · Харт оф Мидлотиан · Хиберниан Команды из Глазго: · Селтик · Рейнджерс МотеруэллМестоположение команд шотландского Премьершипа сезона 2025/26 | Мотеруэлл           |
| Алмондвейл          | Эдинбург Глазго Абердин Данди Килмарнок Ливингстон Сент-Миррен Фалкирк Команды из Данди: · Данди · Данди Юнайтед Команды из Эдинбурга: · Харт оф Мидлотиан · Хиберниан Команды из Глазго: · Селтик · Рейнджерс МотеруэллМестоположение команд шотландского Премьершипа сезона 2025/26 | Эдинбург Глазго Абердин Данди Килмарнок Ливингстон Сент-Миррен Фалкирк Команды из Данди: · Данди · Данди Юнайтед Команды из Эдинбурга: · Харт оф Мидлотиан · Хиберниан Команды из Глазго: · Селтик · Рейнджерс МотеруэллМестоположение команд шотландского Премьершипа сезона 2025/26 | Фер Парк            |
| Вместимость: 7937   | Эдинбург Глазго Абердин Данди Килмарнок Ливингстон Сент-Миррен Фалкирк Команды из Данди: · Данди · Данди Юнайтед Команды из Эдинбурга: · Харт оф Мидлотиан · Хиберниан Команды из Глазго: · Селтик · Рейнджерс МотеруэллМестоположение команд шотландского Премьершипа сезона 2025/26 | Эдинбург Глазго Абердин Данди Килмарнок Ливингстон Сент-Миррен Фалкирк Команды из Данди: · Данди · Данди Юнайтед Команды из Эдинбурга: · Харт оф Мидлотиан · Хиберниан Команды из Глазго: · Селтик · Рейнджерс МотеруэллМестоположение команд шотландского Премьершипа сезона 2025/26 | Вместимость: 13 677 |
|                     | Эдинбург Глазго Абердин Данди Килмарнок Ливингстон Сент-Миррен Фалкирк Команды из Данди: · Данди · Данди Юнайтед Команды из Эдинбурга: · Харт оф Мидлотиан · Хиберниан Команды из Глазго: · Селтик · Рейнджерс МотеруэллМестоположение команд шотландского Премьершипа сезона 2025/26 | Эдинбург Глазго Абердин Данди Килмарнок Ливингстон Сент-Миррен Фалкирк Команды из Данди: · Данди · Данди Юнайтед Команды из Эдинбурга: · Харт оф Мидлотиан · Хиберниан Команды из Глазго: · Селтик · Рейнджерс МотеруэллМестоположение команд шотландского Премьершипа сезона 2025/26 |                     |
| Рейнджерс           | Эдинбург Глазго Абердин Данди Килмарнок Ливингстон Сент-Миррен Фалкирк Команды из Данди: · Данди · Данди Юнайтед Команды из Эдинбурга: · Харт оф Мидлотиан · Хиберниан Команды из Глазго: · Селтик · Рейнджерс МотеруэллМестоположение команд шотландского Премьершипа сезона 2025/26 | Эдинбург Глазго Абердин Данди Килмарнок Ливингстон Сент-Миррен Фалкирк Команды из Данди: · Данди · Данди Юнайтед Команды из Эдинбурга: · Харт оф Мидлотиан · Хиберниан Команды из Глазго: · Селтик · Рейнджерс МотеруэллМестоположение команд шотландского Премьершипа сезона 2025/26 | Селтик              |
| Айброкс             | Эдинбург Глазго Абердин Данди Килмарнок Ливингстон Сент-Миррен Фалкирк Команды из Данди: · Данди · Данди Юнайтед Команды из Эдинбурга: · Харт оф Мидлотиан · Хиберниан Команды из Глазго: · Селтик · Рейнджерс МотеруэллМестоположение команд шотландского Премьершипа сезона 2025/26 | Эдинбург Глазго Абердин Данди Килмарнок Ливингстон Сент-Миррен Фалкирк Команды из Данди: · Данди · Данди Юнайтед Команды из Эдинбурга: · Харт оф Мидлотиан · Хиберниан Команды из Глазго: · Селтик · Рейнджерс МотеруэллМестоположение команд шотландского Премьершипа сезона 2025/26 | Селтик Парк         |
| Вместимость: 51 700 | Эдинбург Глазго Абердин Данди Килмарнок Ливингстон Сент-Миррен Фалкирк Команды из Данди: · Данди · Данди Юнайтед Команды из Эдинбурга: · Харт оф Мидлотиан · Хиберниан Команды из Глазго: · Селтик · Рейнджерс МотеруэллМестоположение команд шотландского Премьершипа сезона 2025/26 | Эдинбург Глазго Абердин Данди Килмарнок Ливингстон Сент-Миррен Фалкирк Команды из Данди: · Данди · Данди Юнайтед Команды из Эдинбурга: · Харт оф Мидлотиан · Хиберниан Команды из Глазго: · Селтик · Рейнджерс МотеруэллМестоположение команд шотландского Премьершипа сезона 2025/26 | Вместимость: 60 411 |
|                     | Эдинбург Глазго Абердин Данди Килмарнок Ливингстон Сент-Миррен Фалкирк Команды из Данди: · Данди · Данди Юнайтед Команды из Эдинбурга: · Харт оф Мидлотиан · Хиберниан Команды из Глазго: · Селтик · Рейнджерс МотеруэллМестоположение команд шотландского Премьершипа сезона 2025/26 | Эдинбург Глазго Абердин Данди Килмарнок Ливингстон Сент-Миррен Фалкирк Команды из Данди: · Данди · Данди Юнайтед Команды из Эдинбурга: · Харт оф Мидлотиан · Хиберниан Команды из Глазго: · Селтик · Рейнджерс МотеруэллМестоположение команд шотландского Премьершипа сезона 2025/26 |                     |
| Сент-Миррен         | Фалкирк | Харт оф Мидлотиан | Хиберниан           |
| Сент-Миррен Парк    | Фолкерк | Тайнкасл Парк | Истер Роуд          |
| Вместимость: 7937   | Вместимость: 7937 | Вместимость: 19 852 | Вместимость: 20 421 |
|                     | | |                     |

## Турнирная таблица
| Поз | Команда           | И | В | Н | П | МЗ | МП | РМ | О | Квалификация или выбывание            |
| --- | ----------------- | - | - | - | - | -- | -- | -- | - | ------------------------------------- |
| 1   | Харт оф Мидлотиан | 1 | 1 | 0 | 0 | 2  | 0  | +2 | 3 | Раунд плей-офф Лиги чемпионов УЕФА    |
| 2   | Хиберниан         | 1 | 1 | 0 | 0 | 2  | 1  | +1 | 3 | 2-й квал. раунд Лиги чемпионов УЕФА   |
| 3   | Селтик            | 1 | 1 | 0 | 0 | 1  | 0  | +1 | 3 | Квал. раунд плей-офф Лиги Европы УЕФА |
| 4   | Данди Юнайтед     | 1 | 0 | 1 | 0 | 2  | 2  | 0  | 1 | 2-й квал. раунд Лиги Европы УЕФА      |
| 5   | Фалкирк           | 1 | 0 | 1 | 0 | 2  | 2  | 0  | 1 | 2-й квал. раунд Лиги конференций УЕФА |
| 6   | Килмарнок         | 1 | 0 | 1 | 0 | 2  | 2  | 0  | 1 |                                       |
| 7   | Ливингстон        | 1 | 0 | 1 | 0 | 2  | 2  | 0  | 1 |                                       |
| 8   | Мотеруэлл         | 1 | 0 | 1 | 0 | 1  | 1  | 0  | 1 |                                       |
| 9   | Рейнджерс         | 1 | 0 | 1 | 0 | 1  | 1  | 0  | 1 |                                       |
| 10  | Данди             | 1 | 0 | 0 | 1 | 1  | 2  | −1 | 0 |                                       |
| 11  | Сент-Миррен       | 1 | 0 | 0 | 1 | 0  | 1  | −1 | 0 | Финал плей-офф Премьершипа            |
| 12  | Абердин           | 1 | 0 | 0 | 1 | 0  | 2  | −2 | 0 | Выбывание в Чемпионшип                |

1. ↑  Каждая команда сыграет с каждым соперником по три раза (33 матча), после чего лига разделится на две группы по шесть команд.